# Lung-čching
Císař Lung-čching (čínsky pchin-jinem Lóngqìng, znaky 隆慶; 4. března 1537 – 5. července 1572) vlastním jménem Ču Caj-chou (čínsky pchin-jinem Zhu Zaihou, znaky 朱載垕) z dynastie Ming vládl v letech 1567–1572 mingské Číně. Nastoupil po svém otci, císaři Ťia-ťing. Po převzetí vlády s novým rokem vyhlásil éru „Velkolepé slávy“, Lung-čching. Název éry je používán i jako jméno císaře.
Po smrti Ťia-ťinga, nový císař Lung-čching zdědil zemi v nepořádku po letech špatného hospodaření a korupce. Když si uvědomil hloubku chaosu způsobeného během otcovy dlouhé vlády, císař obnovil řádný chod státní správy, znovu povolal do služby dříve vyhnané talentované úředníky a odvolal zkorumpované činovníky i taoistické kněze, kteří obklopovali Ťia-ťinga. Dále podpořil ekonomiku říše zrušením zákazu zahraničního obchodu a rovněž posílil bezpečnost na hranicích ve vnitrozemí i na pobřeží reorganizací pohraničních vojsk. Byly opevněny námořní přístavy Če-ťiangu a Fu-ťienu proti pobřežním pirátům, neustále obtěžujícím během minulé vlády. Císař také odrazil mongolské vojsko Altan-chána, které proniklo Velkou zdí až k Pekingu. Krátce poté byla podepsána mírová smlouva obnovující výměnu koní za hedvábí.
Vláda Lung-čchinga se od předešlých lišila nižším vlivem palácových eunuchů. Nicméně později velký sekretář Kao Kung podpořil eunucha Meng Cchunga, který koncem vlády císaře začal dominovat vnitřnímu dvoru. Meng získal císařovu podporu uvedením Nu Er Chua-chua, tanečnice tureckého původu, k císaři, jejíž krása si prý získala panovníkovu plnou pozornost. Přes počáteční nadějné začátky, císař rychle opustil své vládní povinnosti a začal se věnovat osobní potěšením. Navíc vrátil ke dvoru taoistické kněze, čímž zvrátil své rozhodnutí z počátku vlády.

## Dětství a mládí
Lung-čching se narodil 4. března 1537 tehdejšímu císaři Ťia-ťingovi a konkubíně příjmením Tu. Lung-čchingovo vlastní jméno bylo Ču Caj-chou, Lung-čching je jméno jeho éry vlády. Byl císařovým třetím synem. Nejstarší syn Ťia-ťinga zemřel v dětství (ještě před narozením Lung-čchinga). Druhý Ťia-ťingův syn Ču Caj-žuej byl o šest měsíců starší než Lung-čching, měsíc po Lung-čchingovi se císaři narodil čtvrtý syn Ču Caj-sün.
V únoru 1539 Ťia-ťing v jednom dni Ču Caj-žueje jmenoval následníkem trůnu, Ču Caj-chou dostal titul knížete z Jü a čtvrtý syn Ču Caj-sün titul knížete z Ťing. Roku 1549 korunní princ Ču Caj-žuej zemřel. Po jeho úmrtí byl Ťia-ťing přemožen žalem a obviňoval se, že nenaslouchal (údajné) radě svého taoistického kněze Tchao Čung-wena „dva draci by se měli vyhnout vzájemnému pohledu na sebe“. Snad kvůli této věštbě nechtěl udělit znovu titul následníka trůnu, ani vidět Lung-čchinga. Podle jiné verze císař opovrhoval Lung-čchingem, protože ten nedodržel sexuální abstinenci v období smutku (podnětem k této verzi byl fakt, že se Lung-čchingovi narodil syn v říjnu 1555, pouhých 18 měsíců po matčině smrti).
Od září 1552 byl Lung-čching s mladším bratrem společně vyučován, o dva měsíce později jim byly vybrány manželky. Oženili se v únoru 1553, načež se přestěhoval ze Zakázaného města do svého knížecího paláce. Třináct let života mimo Zakázané město mu dalo zkušenost s poměry mimo císařský palác a porozumění pro problémy země. Ťia-ťing dbal na stejný vztah svůj i úředníků ke třetímu i čtvrtému synovi, což u dvora vyvolávalo spekulace o tom, kdo bude nový následník. Spekulace posilovala i Ťia-ťingova obliba matky mladšího Ču Caj-süna, se kterou trávil hodně času. Naopak když v únoru 1554 zemřela matka Lung-čchinga, dvakrát se musel přepracovávat plán pohřbu, protože Ťia-ťing škrtal každý náznak, že by byla víc než jen matkou předpokládaného následníka.
V březnu 1560, když se Ťia-ťingovi dostalo na stůl memorandum o nutnosti jmenování Lung-čchinga následníkem, pohoršený císař reagoval příkazem k popravě pisatele. Později toho roku však změnil názor a přikázal Ču Caj-sünovi odjet do jeho sídla v Te-an v provincii Chu-kuang. To posílilo pozici Lung-čchinga, i když byl i nadále vyloučen z císařova okolí a zanedbáván. Císař ho neměl v oblibě, v kontrastu k zemřelému Ču Caj-žuejovi. A i když mu bylo v době nástupu na trůn 29 let a měl obvyklé konfuciánské vzdělání, nebyl nijak hluboce poučen ve státnictví ani patřičně připraven na řízení říše.

## Nástup vlády, poměry v sekretariátu
Císař Ťia-ťing zemřel 23. ledna 1567, Lung-čching nastoupil na trůn o dvanáct dní později.
S odvoláním na „předsmrtné příkazy“ Ťia-ťinga začala vláda Lung-čchinga érou nápravných reforem a politických změn. První velký sekretář Sü Ťie totiž ve spolupráci s Čang Ťü-čengem připravil „poslední edikt“ Ťia-ťinga a první edikty Lung-čchinga, které byly bezpochyby s Lung-čchingem konzultovány. Edikty pod heslem „odstranění špatného“ a „zavedení nového“ rušily nepopulární opatření Ťia-ťinga a zaváděly dlouho odkládané reformy. Taoističtí kněží z okolí zemřelého císaře, tak vlivní v předešlé éře, byli uvězněni a jejich rituály zakázány, příkazy k hledání ingrediencí pro jejich rituály zrušeny, areál v Západním parku budovaný Ťia-ťingem po vzoru taoistických zemí nesmrtelných zlikvidován. Všichni úředníci postižení za nesouhlas s Ťia-ťingovou politikou byli rehabilitováni a případně propuštěni z vězení, žijícím byly vráceny úřady, zemřelým jejich čest. Reformy byly všeobecně uvítány.
Z dlouhodobého hlediska bylo nejvýznamnější událostí počátků Lung-čchingova panování jmenování Čang Ťü-čenga velkým sekretářem. Čang Ťü-čeng od roku 1563 sloužil jako Lung-čchingův učitel a Lung-čching v něm rozeznal muže výjimečných kvalit. Během Lung-čchingovy vlády Čangův vliv rostl a po Lung-čchingově smrti se rychle stal prvním sekretářem, na deset let dominantním politikem mingské vlády a nejschopnějším administrátorem pozdně mingské éry.
I v dalších letech reformy pokračovaly, když Lung-čching schvaloval změny připravené zkušenými státníky jako byli Kao Kung, Čchen I-čchin a Čang Ťü-čeng. Bylo provedeno hodnocení úřednického sboru, včetně úředníků knížecích domácností. Kvalitní úředníci byli povýšeni, nevyhovující propuštěni. Byly sníženy daně obětem přírodních pohrom, provedeny revize katastrů a daňových soupisů. Omezeny některé výdaje na císařskou domácnost.
První velký sekretář z počátků Lung-čchingovy vlády Sü Ťie však už při psaní Ťia-ťingova „posledního ediktu“ odmítl spolupráci velkých sekretářů Kao Kunga a Kuo Pchua; místo nich přizval Čang Ťü-čenga, tehdy řídícího akademii Chan-lin. Vyvolal tak konflikt se svými kolegy v sekretariátu. Soudobý komentátor k tomu poznamenal, jak je smutné, že tak schopní muži nebyli schopni spolupracovat pro dobro říše, ale stali se z nich smrtelní nepřátelé. Kao Kung byl z velkého sekretariátu odvolán v létě 1567, Sü Ťie následující rok. Když se Kao Kung začátkem roku 1570 vrátil do úřadu, on a jeho stoupenci se mstili Süovi a jeho synům.

## Povaha císaře
Informace o Lung-čchingovi jsou vágní a rozporuplné, oficiální historie sice chválí jeho šetrnost a humanitu, nicméně zřejmě je to jen obvyklá rétorika. Povahově nebyl ani silný ani ambiciózní. Ve srovnání s otcem byl více přátelský a laskavý, za jeho vlády bylo, v kontrastu předešlými léty, tvrdě potrestáno jen málo vysokých úředníků. Postrádal otcovu vůli k moci, temperament a krutost, i sílu Ťia-ťingovy taoistické víry. Trpěl vadou řeči (koktání a zajíkávání), kvůli níž mluvil pouze se svými eunuchy, na veřejnosti vždy mlčel, dokonce i ryze formální repliky během ranní audience za něj pronášeli velcí sekretáři.
Zřejmě byl přinejlepším jen mužem průměrné inteligence, nicméně chtěl být brán vážně. Schvaloval reformy a změny politik spojovaných s Ťia-ťingem. Byl schopen zlepšit výkon moci podporou silných politiků ve své vládě, což bylo v mingské éře vzácné. Jeho relativně nízká míra zasahování do záležitostí státu nebyla škodlivá, protože záležitosti vyřizovali kompetentní ministři a sekretáři a od něj se očekávalo pouze potvrzení jejich návrhů. Negativním důsledkem jeho neautoritativního vedení však bylo, že se zostřil boj o moc ve velkém sekretariátu, jehož vítěz mohl aspirovat na roli koordinátora a arbitra majícího poslední slovo ve státních záležitostech. Kao Kung, který byl Lung-čchingovi nejbližší z hodnostářů vyučujících ho v mládí, tak mohl jako vedoucí velkého sekretariátu (a současně držitel titulu ministra státní správy) ve svých rukách soustředit více moci, než kterýkoliv z jeho předchůdců.
Během několika měsíců po nástupu na trůn se odvrátil od státních záležitostí a začal trávit hodně času v palácových radovánkách mezi svými ženami, obklopovat se přepychem a žít rozmařile. Prý miloval zábavu a luxus jako kompenzaci za roky zanedbávání a nedostatku. Zaskočení úředníci proti tomu začali protestovat s poukazem na jeho zdraví a fyzické i psychické vyčepání.

## Obchod
Lung-čchingova vláda zaujala liberálnější postoj k obchodu než předešlý Ťia-ťingův režim. Roku 1567 vláda a císař schválili návrh velkého koordinátora sün-fu z Fu-ťienu na zrušení politiky zakázaného moře, obnovení námořních kontrolních úřadů a legalizaci námořního zahraničního obchodu, který byl soustředěn do Jüe-kangu (Měsíčního přístavu) ve Fu-ťienu. Výslovně však zůstal zakázán obchod s Japonci. Uvolnění zákonných omezení následoval vzestup obchodu.
Kromě jihovýchodního pobřeží byly otevřeny hranice i na severu, kde v rámci nového kurzu usmíření byla uzavřena dohoda s Mongoly a povolen pohraniční obchod s nimi.

## Finanční politika
(Bronzové) mince, takzvané měďáky, se v polovině 16. století ve větším množství používaly pouze podél Velkého kanálu, jinde jejich nedostatek podvazoval obchod. Ministr daní Ke Šou-li proto roku 1567 navrhoval obnovení jejich výroby, protože dostatečnou nabídku mincí považoval za potřebnou pro život městského plebsu, a mínil, že ztráta kontroly státu nad měnou se sebou nese ztrátu kontroly nad celým hospodářstvím, když stříbro, a parazité z něho profitující, dominují v ekonomice. Ale ministerstvo veřejných prací odmítlo mince vyrobit s odůvodněním, že náklady na jejich odlévání dvojnásobně převyšují jejich cenu. Oponenti ministra dále tvrdili, že pro to málo regionů, kde skutečně obíhají, stačí dosavadní mince.
Později, v letech 1569–1570 císaře přesvědčili k otevření mincoven ministr vojenství Tchan Lun a inspektor kontrolního úřadu Ťin Süe-jen. Argumentovali, že je nutno rozšířit peněžní zásobu, když je stříbra málo, že následný pokles ceny stříbra zvýší relativní hodnotu zboží, a že je potřebný prostředek směny, který nebudou boháči hromadit a tím stahovat z oběhu, a konečně, že platby stříbrem jsou nevýhodné pro drobné plátce. Proti nim se stavěl Kao Kung, který argumentoval, že při existenci dvou měn má stát sklon manipulovat s jejich výměnným poměrem, což vyvolává nedůvěru obyvatelstva k oběma. Mincovny byly však otevřeny jen krátce, do smrti Lung-čchinga.

## Zahraniční politika a vojenství
V zahraničních záležitostech byla éra Lung-čching obdobím míru. Kromě Kuang-tungu utichly nájezdy pirátů, tak ničivé v éře Ťia-ťing.
Pamětihodná byla velká vojenská přehlídka na podzim 1569 (předešlé proběhly roku 1429 a 1481). V rámci přehlídky byl důstojnický sbor očištěn od neschopných a oddíly pečlivě cvičeny. Událost byla nákladná, morálku vojsk i diváků však pozvedla. Barevná šou s císařem uprostřed byla navržena Čang Ťü-čengem, který se hodně zabýval posílením pohraniční obrany a obrodou armády. Přehlídka vedle posílení morálky vojsk znamenala pro panovníka také příjemné vytržení z monotónního života v paláci.
Vzápětí po přehlídce mongolské vojsko Altan-chána proniklo Velkou zdí a pustošilo severní pohraniční kraje, boje probíhaly i předtím v zimě 1567/68, kdy mingská vojska kromě obrany podnikla i několik výpadů do mongolských stepí. I ve vztahu s Mongoly došlo zařátkem 70. let ke změně dlouhodobé mingské politiky. Kromě posílení pohraničních vojsk Kao Kung a Čang Ťü-čeng prosadili politiku smířlivosti a roku 1571 vyjednali s Altan-chánem mír. Podle dohody říše Ming otevřela pohraniční trhy, na nichž mohli Mongolové směnovat koně a jiné své přebytky za čínské zboží a Altan-chán obdržel od Lung-čchinga titul Šun-i-wang (Poslušný a spravedlivý kníže).

## Úmrtí
Císař zemřel 5. července 1572 v pětatřiceti letech. Než zemřel, dal pokyn ministrovi Čang Ťü-čengovi chopit se státních záležitostí a stát se oddaným poradcem císařova syna Wan-liho, který byl pouze desetiletý.
Byl pohřben v mauzoleu Čchao-ling v areálu císařských hrobek dynastie Ming u Pekingu. Obdržel chrámové jméno Mu-cung, jeho zkrácené posmrtné jméno je Čuang-ti.

## Císařovny, potomci
Císař Lung-čching měl celou řadu manželek, hodnosti císařovny se dostalo třem z nich, pouze jedné však za jeho vlády:
- Císařovna Siao-i-čuang (孝懿莊皇后, Siao-i-čuang chuang-chou; † duben 1558[19]), příjmením Li, matka Ču I-iho a princezny Pcheng-laj. Od února 1553 první manželka Lung-čchinga,[19] zemřela ještě před jeho nástupem na trůn, císařovnou jmenována posmrtně.

- Císařovna Siao-an (孝安皇后, Siao-an chuang-chou; † 1596), příjmením Čchen. První manželka Lung-čchinga po smrti císařovny Siao-i-čuang, sňatek 1559.[19] S nástupem Lung-čchigna na trůn jmenována císařovnou, od roku 1569 žili odděleně, když ztratila císařovu přízeň.[19]

- Císařovna Siao-ting (孝定太后, Siao-ting tchaj-chou; † 1614), příjmením Li. Jedna z manželek Lung-čchinga, s titulem kuej-fej (貴妃), matka Ču I-ťüna, Ču I-lioua a tří dcer. Po nástupu Ču I-ťüna na trůn povýšena na císařovnu-vdovu.

Lung-čching měl čtyři syny. Prvním byl Ču I-š’ (říjen 1555 – květen 1559, posmrtné jméno Sien-chuaj), který byl synem Lung-čchingovy první ženy. Druhý syn zemřel brzy. Třetí – Ču I-ťün – zdědil trůn. Čtvrtý, Ču I-liou (1568–1614, posmrtné jméno Ťien), sídlil ve Wej-chuej v Che-nanu s titulem knížete z Lu. Oba dva byli synové jedné z konkubín příjmením Li. Ze sedmi dcer čtyři dosáhly dospělosti.
| Příjmení (titul) matky                       | #  | Jméno              | Narození – úmrtí                                                | Posmrtné jméno    | Titul               | Udělení titulu |
| -------------------------------------------- | -- | ------------------ | --------------------------------------------------------------- | ----------------- | ------------------- | -------------- |
| ∞ císařovna Siao-i-čuang                     | 1. | Ču I-š’ (朱翊釴)   | 1555–1559                                                       | Sien-chuaj (宪怀) | korunní princ       | 1567           |
|                                              | 2. | Ču I-ling (朱翊铃) | 1562–1562                                                       | Tao (悼)          | kníže z Ťing (靖王) | 1567           |
| ∞ Li (Kuej-fej), později císařovna Siao-ting | 3. | Ču I-ťün (朱載垕)  | 1563–1620                                                       | Sien-ti           | korunní princ       | 1568           |
| ∞ Li (Kuej-fej), později císařovna Siao-ting | 3. | Ču I-ťün (朱載垕)  | Po smrti císaře Lung-čchinga roku 1572 vládl jako císař Wan-li. |                   |                     |                |
| ∞ Li (Kuej-fej), později císařovna Siao-ting | 4. | Ču I-liou (朱翊鏐) | 1568–1614                                                       | Ťien (简)         | kníže z Lu (潞王)   | 1571           |

Po smrti byli připomínáni posmrtným jménem a titulem, například „kníže Ťien z Lu“ (潞简王, Lu Ťien-wang).
| Příjmení (titul) matky                       | #  | Titul                           | Jméno                | Narození – úmrtí | Sňatek | Manžel                   |
| -------------------------------------------- | -- | ------------------------------- | -------------------- | ---------------- | ------ | ------------------------ |
| ∞ císařovna Siao-i-čuang                     | 1. | princezna Pcheng-laj (蓬萊公主) |                      | 1557–1557        |        |                          |
|                                              | 2. | princezna Tchaj-che (太和公主)  |                      | –1560            |        |                          |
| ∞ Li (Kuej-fej), později císařovna Siao-ting | 3. | princezna Šou-jang (壽陽公主)   | Ču Jao-e (朱堯娥)    | 1565–1590        | 1581   | Kung Čchen (拱辰)        |
| ∞ Li (Kuej-fej), později císařovna Siao-ting | 4. | princezna Jung-ning (永宁公主)  | Ču Jao-jing (朱堯媖) | 1567–1594        | 1583   | Liang Pang-žuej (梁邦瑞) |
| ∞ Li (Kuej-fej), později císařovna Siao-ting | 5. | princezna Žuej-an (瑞安公主)    | Ču Jao-jüan (朱堯媛) | –1629            | 1585   | Mo Wej (万煒)            |
|                                              | 6. | princezna Jen-čching (延慶公主) | Ču Jao-ťi (朱堯姬)   |                  | 1587   | Wang Ping (王昺)         |
| ∞ Čchin (Šu-fej)                             | 7. | princezna Si-sia (棲霞公主)     | Ču Jao-?? (朱尧㜢)   | 1571–1572        |        |                          |